# Маргарете Шрамбьок
Маргарете Шрамбьок (на немски: Margarete Schramböck) е австрийска политичка и бизнесдама от Австрийската народна партия. Била е министър по цифровите и икономическите въпроси на Австрия в правителтвата на Себастиан Курц, Александер Шаленберг и Карл Нехамер. От май 2016 до октомври 2017 г. е главен изпълнителен директор на „А1 Телеком Австрия“.

## Биография
Родена е на 12 май 1970 г. в град Санкт Йохан ин Тирол, провинция Тирол, Австрия. През 1989 г. завършва гимназия. През 1994 г. защитава дисертация за международния пазар на диаманти във Виенския университет по икономика и бизнес, като получава магистърска степен по социални и икономически науки. През 1997 г. там получава докторска степен по социални и икономически науки с дисертация за бъдещето на бизнес консултирането. През 1999 г. получава магистърска степен по бизнес администрация от Лионския университет във Франция.
През 1995 г. започва работа в компания „Алкател“, където заема различни позиции – от 1995 до 1997 г. е одитор в Централна и Източна Европа, през 1997 г. се премества в отдела за електронен бизнес, където заема длъжността ръководител управление на активи, а от 1999 г. е била директор по обслужването. През 2000 г. е назначена за главен изпълнителен директор на NextiraOne Austria, като от 2008 до 2011 г. е директор и на NextiraOne Germany. След като компанията е продадена на Dimension Data през 2014 г., тя остава на ръководна позиция като мениджър на австийския клон Dimension Data Austria.
На 1 май 2016 г. е назначена за ръководител на „А1 Телеком Австрия“, който е сред най-големите телекомуникационни доставчици в страната. Нейният мандат първоначално се е очаквало да продължи пет години, но на 17 октомври 2017 г. (само два дни след парламентарните избори в Австрия през 2017 г.) А1 потвърждава, че тя напуска поста си.

## Политическа дейност
Докато е безпартийна, е близка с бившата австрийска министърка на вътрешните работи Йохана Микл-Лайтнер. След нейната оставка се присъединява към Австрийската народна партия и малко след това се кандидатира за министър.
След втъпването в длъжност на Себастиан Курц като федерален канцлер на Австрия на 18 декември 2017 г. тя е утвърдена за нов министър на науката, изследванията и икономиката. През януари 2018 г. министерството е преобразувано в Министерство по цифровите и икономическите въпроси на Австрия.